# لورينزو دآنا
لورينزو دآنا (بالإيطالية: Lorenzo D'Anna)‏ (29 يناير 1972 في إيطاليا - ) هو مدرب كرة قدم ولاعب كرة قدم إيطالي في مركز قلب الدفاع. لعب مع فيورنتينا وكييفو فيرونا ونادي بياتشينزا ونادي تريفيزو ونادي كومو وبرو سيستو 1913.